# Pas Bast
Pas Bast (persiska: پس بست) är en ort i Iran.   Den ligger i provinsen Hormozgan, i den södra delen av landet, 1 000 km söder om huvudstaden Teheran. Pas Bast ligger 240 meter över havet och antalet invånare är 166.
Terrängen runt Pas Bast är kuperad åt sydväst, men åt nordost är den platt. Runt Pas Bast är det glesbefolkat, med 11 invånare per kvadratkilometer. Närmaste större samhälle är Mehragān-e ‘Olyā, 19,2 km sydväst om Pas Bast. Trakten runt Pas Bast är ofruktbar med lite eller ingen växtlighet.